# Coptobasoides
Coptobasoides és un gènere d'arnes de la família Crambidae.

## Taxonomia
- Coptobasoides comoralis Viette, 1960
- Coptobasoides djadjoualis Viette, 1981
- Coptobasoides latericalis Marion, 1955
- Coptobasoides leopoldi Janse, 1935
- Coptobasoides marionalis Viette, 1960
- Coptobasoides ochristalis Marion, 1956
- Coptobasoides pauliani Marion, 1955

## Espècies antigues
- Coptobasoides leucothyralis (Mabille, 1900)
- Coptobasoides rubralis (Hampson, 1898)
- Coptobasoides rubrifucalis (Mabille, 1900)